# Kremitzaue
Kremitzaue é um município da Alemanha, situado no distrito de Elbe-Elster, no estado de Brandemburgo. Tem 23,41 km² de área, e sua população em 2019 foi estimada em 801 habitantes.